# Ivar Mankell
Ivar Henningsson Mankell, född 4 november 1906 i Engelbrekts församling i Stockholm, död 23 april 1972 i Hägerstens församling i Stockholm, var en svensk häradshövding. Han var son till tonsättaren Henning Mankell, far till författaren Henning Mankell samt farfar till filmproducenten Jon Mankell.
Efter studentexamen vid Östra Real i Stockholm 1925 blev Mankell juris kandidat vid Stockholms högskola 1931 och genomförde tingstjänstgöring i Östbo och Västbo domsaga 1931–34. Han blev extra assessor vid Stockholms rådhusrätt 1935, tjänstgjorde i Svea hovrätt 1935–47, som fiskal från 1936, var sekreterare i Ovansiljans domsaga 1937–40, tillfördordnad häradshövding under vakans i Stockholms läns västra domsaga 1941, adjungerad ledamot 1942, assessor 1943, hovrättsråd i Hovrätten för nedre Norrland från 1948, vice ordförande på avdelningen 1948 samt häradshövding i Härjedalens domsaga från 1950 och i Borås domsaga från 1961. Han var riddare av Nordstjärneorden.
Han gifte sig 1944 med Birgitta Bergström (1922–1976), omgift Wenström och Jarl, dotter till lagerchefen Georg Bergström och Ingrid Jansson. De fick barnen Helena (född 1945), Henning (1948–2015) och Gustav (född 1949). Åren 1952–1955 var han sedan gift med juris kandidat Märta Blomsterwall (1922–2014), dotter till advokaten Rob. Blomsterwall och Elsa, ogift Göthman.
Mankell gravsattes på Norra begravningsplatsen i Stockholm.